# Stahlberg und Hölleberg bei Deisel

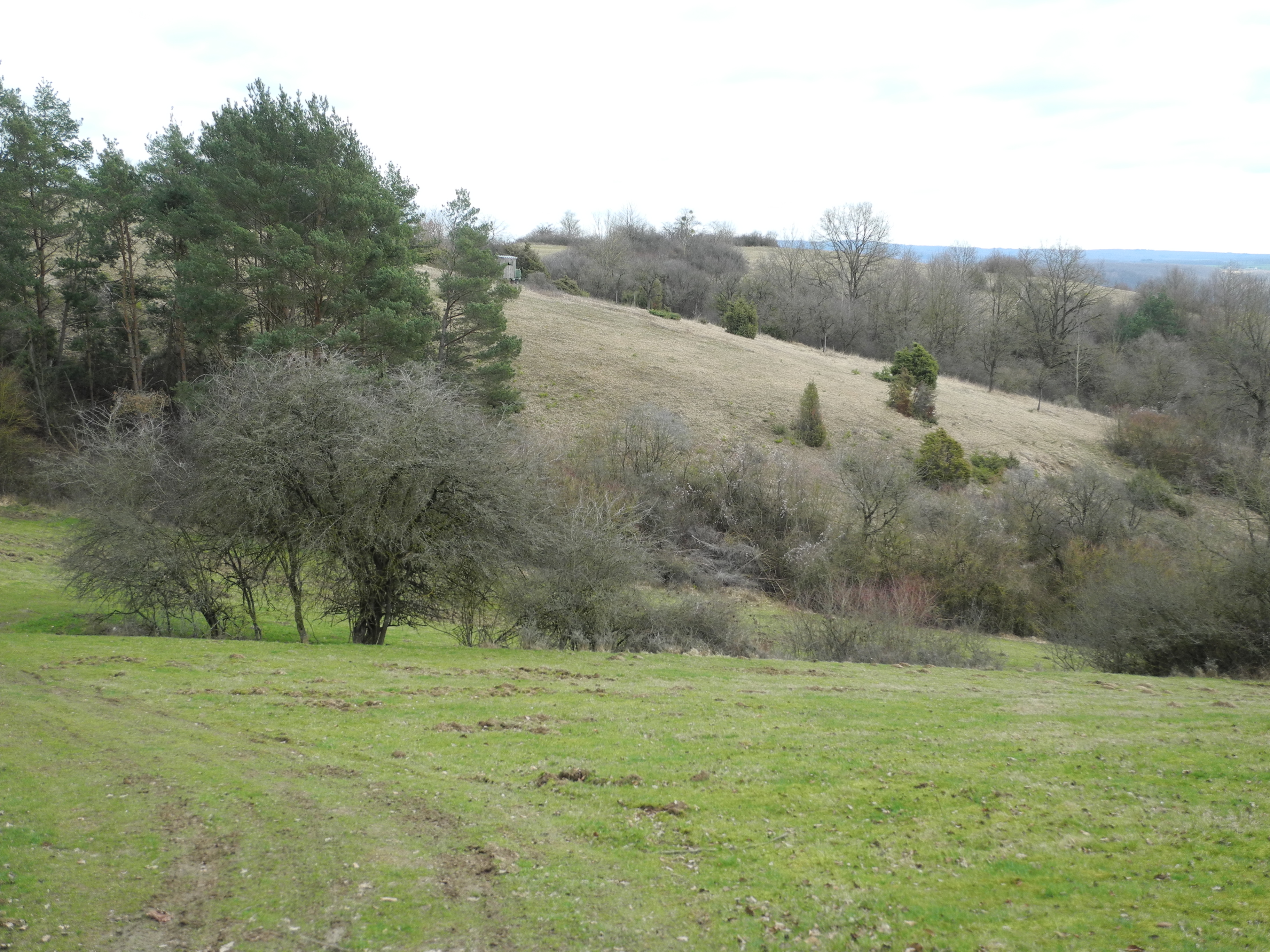
Naturschutzgebiet Stahlberg und Hölleberg bei Deisel (März 2021)

Das Naturschutzgebiet Stahlberg und Hölleberg bei Deisel liegt im Landkreis Kassel in Hessen. 
Das etwa 143,6 ha große Gebiet, das im Jahr 1992 unter der Kennung 1633031 unter Naturschutz gestellt wurde, erstreckt sich nördlich von Deisel und östlich von Langenthal, beide Stadtteile von Trendelburg. Es handelt sich um einen Bergrücken und Hänge mit Kalkmagerrasen, Büschen und Bäumen. Östlich des Gebietes verläuft die B 83 und fließt die Diemel. Nordöstlich fließen der Höllebach und der Knickgraben und südlich der Forellenbach – alle drei sind Zuflüsse der Diemel. Nördlich und westlich des Gebietes verläuft die Landesgrenze zu Nordrhein-Westfalen. Im nordöstlichen Bereich liegt der Flugplatz Hölleberg.
Das Naturschutzgebiet ist flächenidentisch mit dem FFH-Gebiet 4322-301 „Stahlberg und Hölleberg bei Deisel“. Die Ausweisung als europäisches Schutzgebiet verweist auf die landesweite Bedeutung als Lebensraum seltener und gefährdeter Tier- und
Pflanzenarten, so auch für das Vorkommen der Herbst-Drehwurz (Spiranthes spiralis) sowie auf den ästhetischen Wert eines der größten Kalk-Halbtrockenrasengebiete Hessens.